# Gabby Barrett
Pour les articles homonymes, voir Barrett.
Gabby Barrett, née le 5 mars 2000 à Munhall en Pennsylvanie, est une chanteuse de musique country américaine.

## Biographie

### Jeunesse
Gabby Barrett naît le 5 mars 2000 à Munhall, près de Pittsburgh. Elle a 4 frères et 3 sœurs.
Adolescente, elle fréquente un lycée catholique de McKeesport, mais, victime de harcèlement, elle finit ses études secondaires dans une charter school de Midland.

### Carrière
Gabby Barrett se fait connaître du grand public en 2018 en participant à la 16e saison du télé-crochet American Idol, de laquelle elle finit troisième. En octobre 2018, elle dévoile son premier projet, The Fireflies EP, un EP 3 titres.
Début 2019, elle sort le single I Hope. Le titre rencontre un vif succès, valant à Gabby Barrett de signer avec le label Warner Music Nashville en juin de la même année,. Le 7 avril 2020, un remix de la chanson en collaboration avec Charlie Puth paraît. En novembre 2020, I Hope a atteint la 3e place du Billboard Hot 100, et a trôné 25 semaines à la 1re place des charts country.
Gabby Barrett dévoile son premier album studio, intitulé Goldmine, en juin 2020. Avec 20 000 équivalent ventes lors de sa première semaine d'exploitation, Goldmine débute à la 4e place du Top Country Albums. Ayant engendré près de 16 millions d'écoutes à la demande en une semaine, Goldmine établit un record d'écoutes pour un premier album d'une artiste country.
Lors de l'édition 2021 des Billboard Music Awards, la native de Munhall remporte le prix de la « Meilleure chanteuse country », ainsi que le prix de la « Meilleure chanson country » pour I Hope et le prix de la « Meilleure collaboration » pour son remix avec Charlie Puth.
En 2022, la chanteuse prend part à la 20e saison d'American Idol en tant que mentor,.
Le 2 février 2024, Gabby Barrett délivre son second album studio, intitulé Chapter & Verse.

## Vie privée
Babby Barrett est mariée au chanteur Cade Foehner, qu'elle a rencontré sur le tournage de la saison 16 d'American Idol. Le couple a donné naissance à 3 enfants, 2 filles nommées Baylah May et Ivy Josephine et 1 fils nommé Augustine Boone.

## Discographie

### Albums studio
- 2020 : Goldmine
- 2024 : Chapter & Verse

### EP
- 2018 : The Fireflies EP